# CAF Urbos

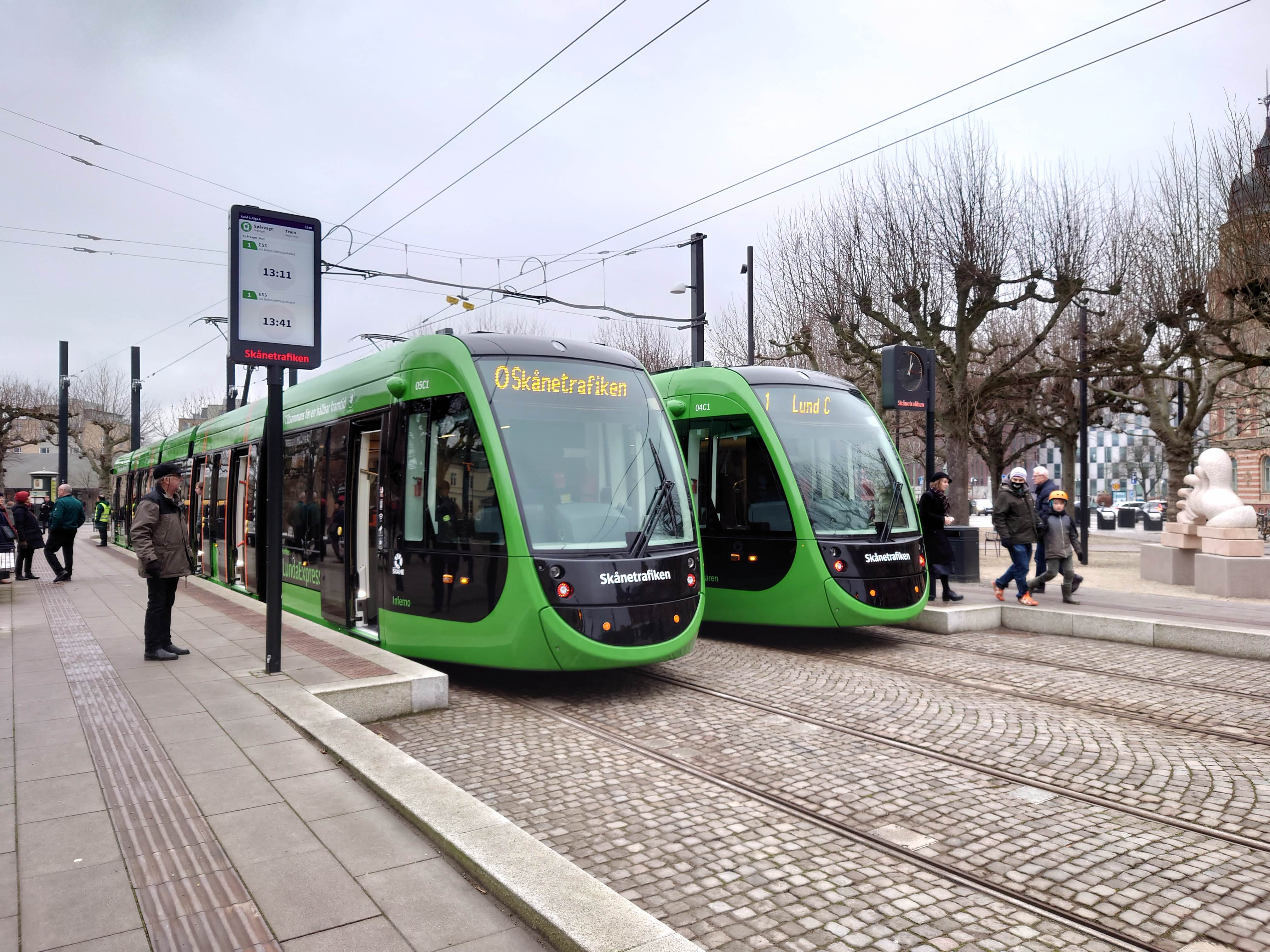
Två stycken CAF Urbos 3 i trafik på Lunds spårväg på Clementstorget.

CAF Urbos är en familj av spårvagnar som tillverkas av det spanska företaget CAF, som även tillverkar tåg och tunneltåg. Sedan programmets tillkomst på 1990-talet har det utvecklats tre huvudsakliga generationer av spårvagnar inom Urbos-familjen. De tre generationerna är namngivna Urbos 1, Urbos 2 samt Urbos 3. Den tredje generationen är den nuvarande generationen rullande materiel för spårvägar som produceras.

## Urbos 1

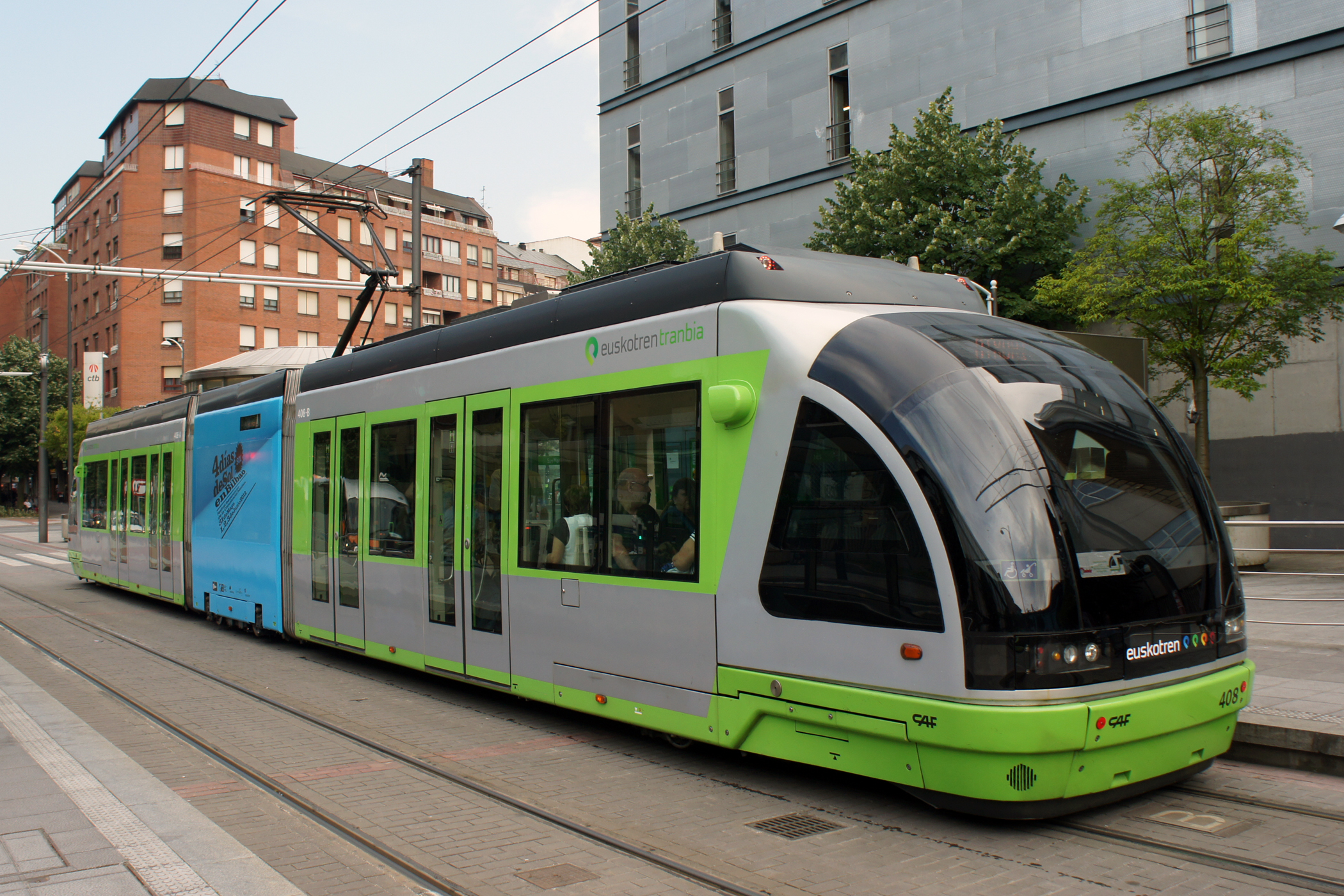
CAF Urbos 1 i Bilbao, maj 2012.

Den första generationen Urbos-spårvägar såldes enbart till den baskiska staden Bilbao för Bilbaos spårväg som är byggd på meterspårvidd, det vill säga 1000 mm brett spår.

## Urbos 2

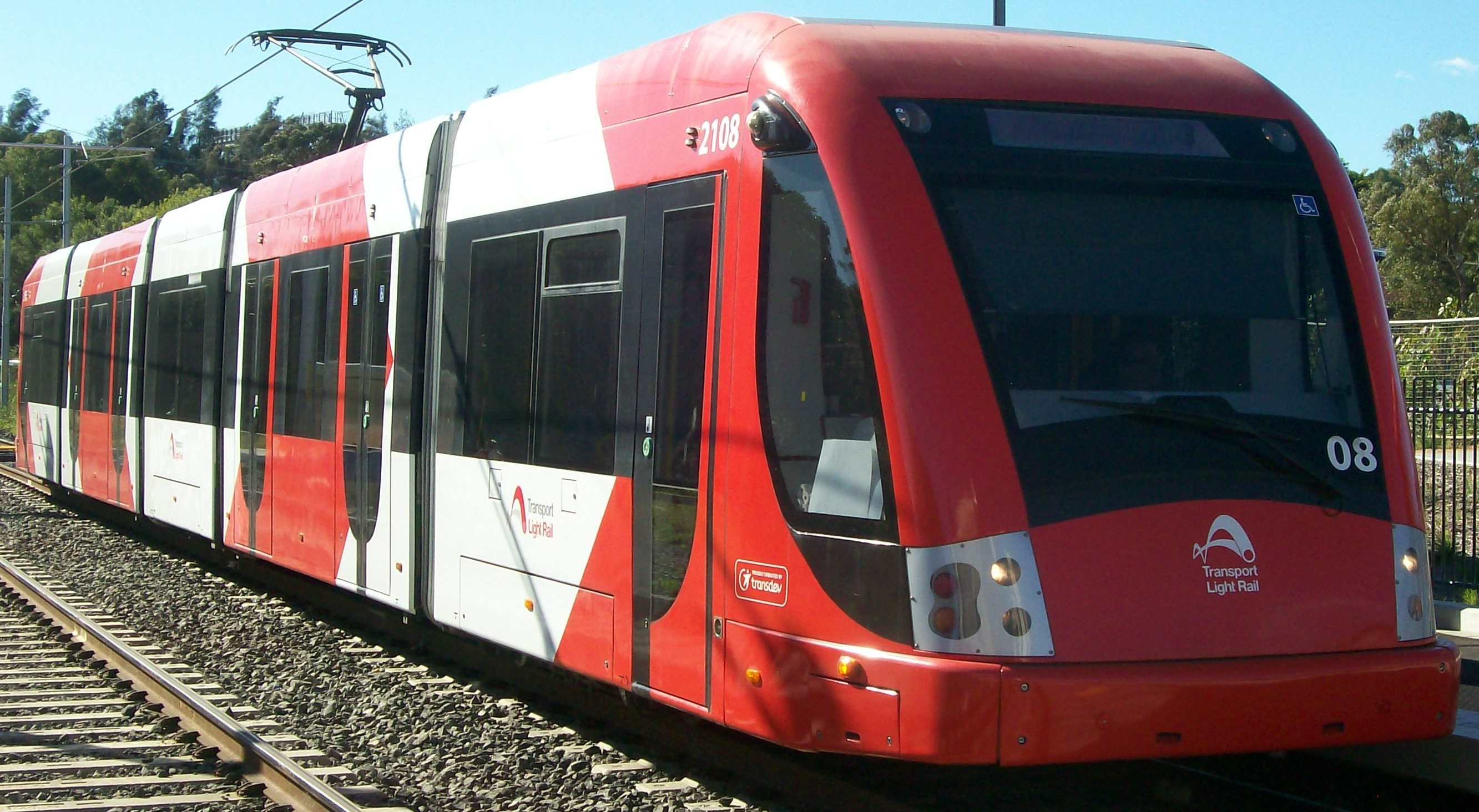
CAF Urbos 2 i Sydney, Australien.

Den andra generationen tillkom i mitten av 00-talet. Spårvagnar från denna generation byggdes huvudsakligen till spanska städer, bland annat till Sevillas spårväg. Inom denna generation började CAF producera spårvagnar i större skala än tidigare. Urbos 2-materiel förekommer i olika spårvidder. Modellen förekommer även i andra delar av världen som exempelvis i Sydneys light rail-system i Australien. På vissa håll, exempelvis i Sevilla, har Urbos 2-materiel bytts ut till nyare materiel, som Urbos 3.

## Urbos 3
Den nuvarande generationen spårvagnar från CAF kan delas upp i olika modeller; Urbos 70, Urbos 100, Urbos AXL samt Urbos LRV. Precis som tidigare generationer finns Urbos 3-materiel i olika spårvidder. Ett annat kundval är huruvida spårvagnarna ska kunna köras i båda riktningarna, med förarhytt i båda ändarna, eller med förarhytt i endast ena änden. Exempelvis använder både Stockholm och Tallinn modeller av Urbos AXL, men med fordon som är anpassade till normalspår respektive en spårvidd på 1067 mm.
Kunder kan anpassa spårvagnarna genom att addera moduler, vilket gör att Urbos 3-modeller kan beställas som 3, 5, 7 och 9 moduler långt tåg. Tåglängden kan därför variera mellan 24 och 56 meter. En teknisk nyhet för denna generation spårvagnar är att CAF implementerat teknik som tillåter spårvagnen att generera energi från kinetisk energi, vid exempelvis inbromsning.

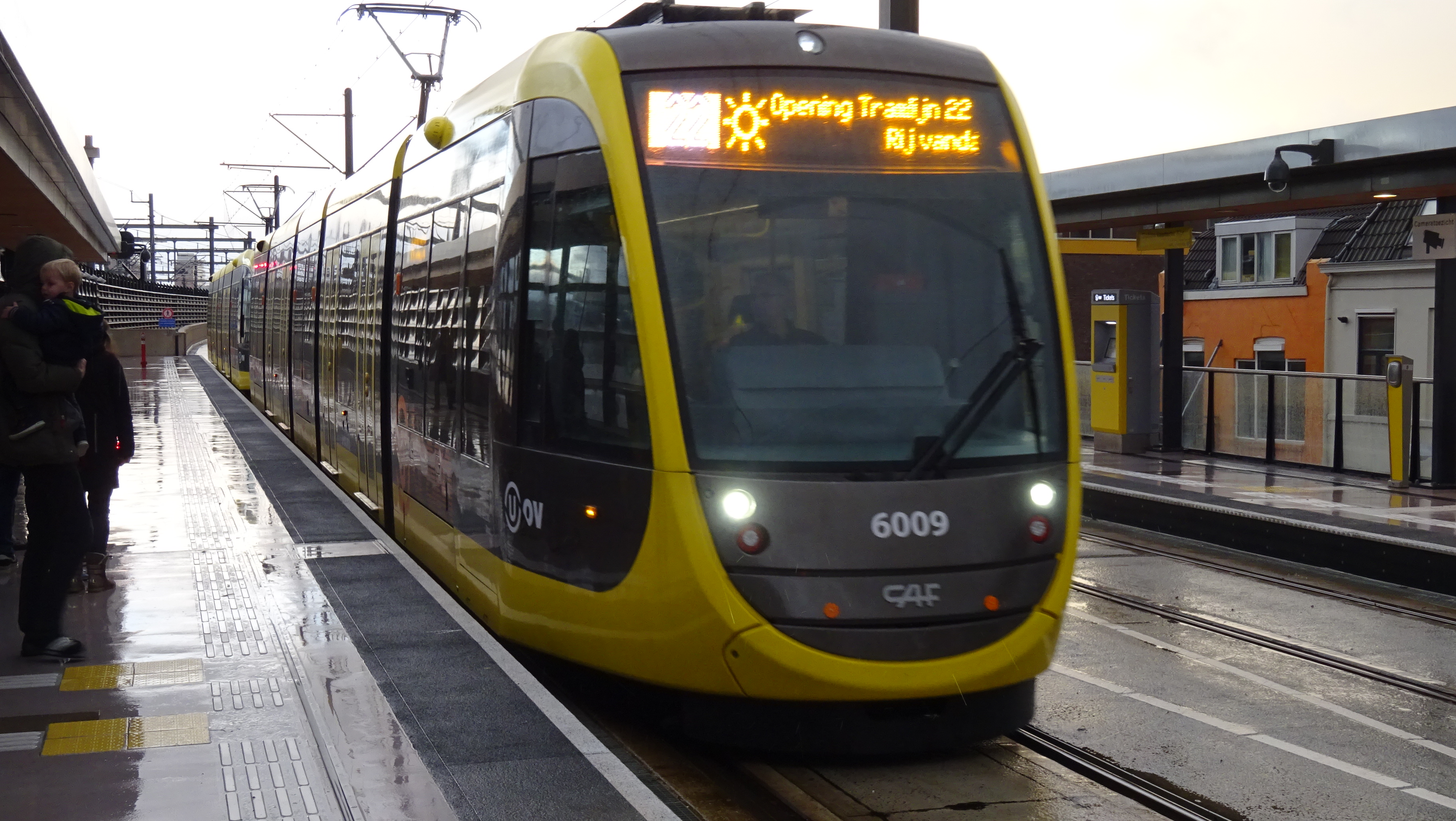
CAF Urbos 100 i Utrecht, Nederländerna.

### Urbos 70 och Urbos 100
Standardplattformen för den tredje generationen är Urbos 70 med 70 % låggolv, respektive Urbos 100 med 100 % låggolv. Dessa modeller lämpar sig huvudsakligen för användning i stadsspårväg. Låggolvet möjliggör att spårvagnarna tillgänglighetsanpassas genom insteg och inredning utan trappsteg. Maxhastigheten är satt på 70 kilometer i timmen. Urbos 100 förekommer på flera ställen runtom i världen; bland annat i Utrechts spårväg och i 7 exemplar till Lunds spårväg. De sju exemplaren som levererades till Lund togs i drift successivt efter trafikstarten den 13 december 2020. 

### Urbos AXL

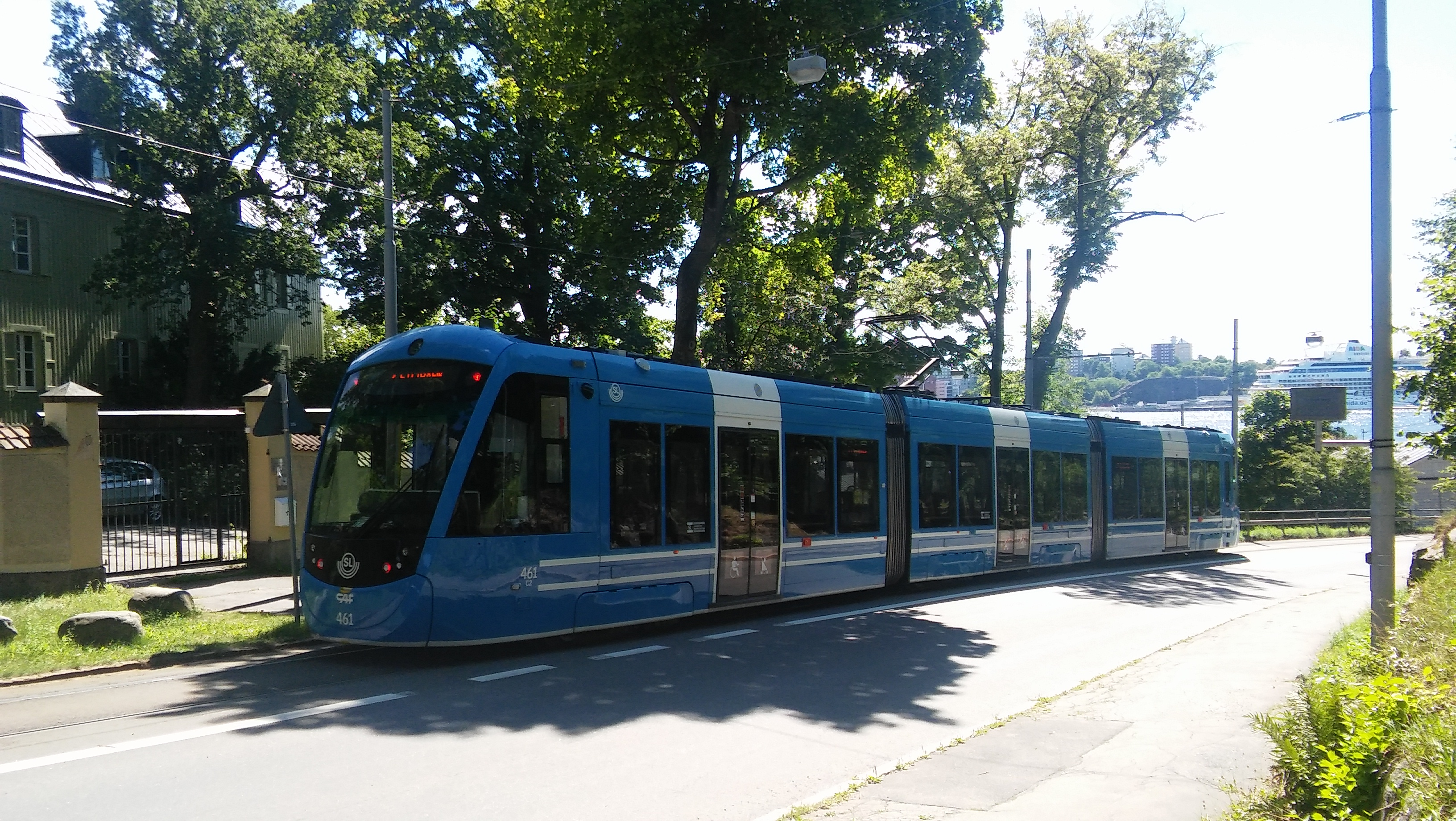
Urbos AXL (littera A35) i Stockholm under testkörning.

Urbos AXL baseras på standardplattformen Urbos 70 och Urbos 100 och lämpar sig huvudsakligen för snabbspårväg med den högre maxhastigheten 90 kilometer i timmen. Hittills förekommer modellen i Stockholm och Tallinn. I Stockholm körs Urbos AXL under littera A35 respektive A36 på Lidingöbanan, Spårväg City, samt på Tvärbanan.